# 静岡産業支援センター

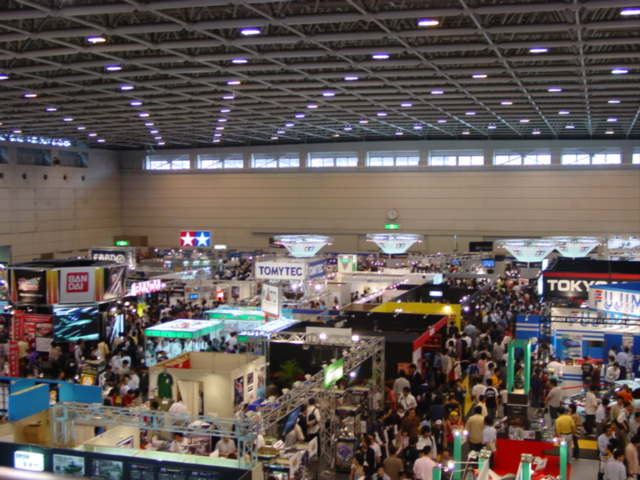
静岡ホビーショー（写真は第45回のもの）

静岡産業支援センター（しずおかさんぎょうしえんセンター）は、静岡県静岡市駿河区にある多目的展示施設。1996年（平成8年）に増築で北館と立体駐車場を新設したことにより、二つの館ができたためツインメッセ静岡の愛称をつけた。ツインメッセと略して呼ばれている。
1982年（昭和57年）、鐘紡静岡工場跡地に静岡産業館という名称でオープンし、静岡産業館または産業館と呼ばれていたために現在もその名前で呼ぶ人もいる。また、西側を通る市道は「産業館西通り」という愛称が付けられている。

## 概要
南館の大展示場（5,400平方メートル）をはじめとして、中央棟（会議室）・北館（レセプションホール、大小展示場など）・西館（小展示場）の各棟と付帯施設で構成される。
延展示面積は11,900平方メートルで、地方都市の施設としては最大規模を誇る展示施設である。無論、静岡市内で行われる大きなイベントの多くはここで行われている。
毎年行われている静岡ホビーショーなどの見本市や展示会以外にもコンサートやプロレス興行など、多種多様なイベント会場としても利用されている。静岡産業館時代は無料の催事が多かったが、ツインメッセ静岡となってからは有料の催事が多くなっている。

## 施設
- 所在地：静岡市駿河区曲金三丁目1番10号
- 休館日：年中無休
- 駐車場：立体駐車場587台、地下駐車場189台（いずれも有料）

## 交通アクセス
- 静岡駅北口から登呂コープタウン行バスにて「南郵便局ツインメッセ前」下車すぐ
- 静岡鉄道静岡清水線 春日町駅下車徒歩約12分